# Linia împăcată cu sine însăși
Linia împăcată cu sine însăși, având ca prim vers Nu te poți rupe în două, ci numai în trei, respectiv precizarea „Se dedică lui Eugen Simion”, este o poezie de Nichita Stănescu din volumul Operele imperfecte, apărut în 1979.